# Даніел Георгієвскі
Даніел Георгієвскі (мак. Даниел Георгиевски, нар. 17 лютого 1988, Сіті-оф-Блектаун) — македонський і австралійський футболіст, захисник клубу «Мельбурн Вікторі».
Виступав, зокрема, за хорватські клуби «Меджимурьє», «Шибеник» та румунську «Стяуа», а також національну збірну Македонії.
Дворазовий чемпіон Румунії. 

## Клубна кар'єра
Народився 17 лютого 1988 року в австралійському місті Сіті-оф-Блектаун. Вихованець юнацьких команд місцевих футбольних клубів «Блектаун Сіті», «Марконі Сталліонс» та хорватського «Динамо» (Загреб).
У дорослому футболі дебютував 2007 року саме у Хорватії, виступами за команду клубу «Меджимурьє», в якій провів три сезони, взявши участь у 67 матчах чемпіонату. Більшість часу, проведеного у складі «Меджимурья», був основним гравцем захисту команди.
Своєю грою за цю команду привернув увагу представників тренерського штабу клубу «Шибеник», до складу якого приєднався 2010 року. Відіграв за команду з Шибеника наступні два сезони своєї ігрової кар'єри.
У 2012 році уклав контракт з румунським клубом «Стяуа», у складі якого провів наступні два роки своєї кар'єри гравця. 
До складу австралійського «Мельбурн Вікторі» приєднався 2014 року. Відтоді встиг відіграти за команду з Мельбурна 16 матчів в національному чемпіонаті.

## Виступи за збірні
У 2006 році дебютував у складі юнацької збірної Македонії, взяв участь у 6 іграх на юнацькому рівні, відзначившись одним забитим голом.
Протягом 2008–2010 років залучався до складу молодіжної збірної Македонії. На молодіжному рівні зіграв у 13 офіційних матчах, забив 2 голи.
У 2011 році дебютував в офіційних матчах у складі національної збірної Македонії. Наразі провів у формі головної команди країни 17 матчів.

## Титули і досягнення
- Чемпіон Румунії (2):

«Стяуа»: 2012-13, 2013-14
- Володар Суперкубка Румунії (1):

«Стяуа»: 2013
- Чемпіон Австралії (1):

«Мельбурн Вікторі»: 2014-15
- Володар Кубка Австралії (1):

«Мельбурн Вікторі»: 2015